# Malmö IP
Malmö IP – stadion piłkarski w Malmö, w Szwecji. Został otwarty 4 lipca 1896 roku. Może pomieścić 7600 widzów. Swoje spotkania rozgrywają na nim piłkarki klubu FC Rosengård.

## Historia
Stadion sportowy „Malmö Idrottsplats” („Malmö IP”) został wybudowany w 1896 roku z inicjatywy Malmö Velocipedklubb (poprzedni obiekt klubu funkcjonował w latach 1890–1895 na osiedlu Rörsjöstaden). Uroczysta inauguracja miała miejsce 4 lipca 1896 roku. Główny plac obiektu mógł służyć m.in. jako boisko piłkarskie, pole do ćwiczeń gimnastycznych czy lodowisko. Na torze wokół boiska rozgrywano wyścigi kolarskie. W momencie inauguracji stadion posiadał trybunę główną na 250 widzów, pod którą mieściły się szatnie i łazienki dla sportowców. Istniał także budynek klubowy, w którym przyjmowano zakłady bukmacherskie, stanowiące istotne źródło przychodu dla zarządcy obiektu.
W 1898 roku zakłady bukmacherskie zostały prawnie zabronione, w związku z czym klub odtąd borykał się z problemem nierentowności stadionu. Obiekt nadal jednak funkcjonował, stając się ważnym ośrodkiem sportowym dla lokalnej społeczności. W 1910 roku, dla wzrostu wpływów, znajdującą się przy stadionie ujeżdżalnię zamieniono w halę taneczną i restaurację. W 1938 roku obiekt przejęło miasto. Na stadionie m.in. padały rekordy świata podczas organizowanych na nim zawodów lekkoatletycznych. Przez długie lata swoje spotkania rozgrywały na nim drużyny piłkarskie IFK Malmö i Malmö FF. Drużyna Malmö FF w czasie gry na tym obiekcie pięciokrotnie zdobyła tytuł mistrza kraju (w latach 1944, 1949, 1950, 1951 i 1953). Na stadionie trzykrotnie odbyły się też spotkania piłkarskich reprezentacji narodowych. W 1958 roku oddano do użytku, wybudowany z myślą o Mistrzostwach Świata 1958, znacznie większy Malmö Stadion. Po jego otwarciu znaczenie Malmö IP wyraźnie spadło, a na nową arenę przeprowadzili się piłkarze IFK Malmö i Malmö FF.
W 1995 roku IFK Malmö i Malmö FF dogadały się w sprawie modernizacji starego Malmö IP. Na stadionie zlikwidowano bieżnię lekkoatletyczną i wybudowano nowe trybuny tuż za liniami końcowymi boiska, przekształcając obiekt w typowo piłkarski stadion. Jego ponowne otwarcie miało miejsce 1 sierpnia 1999 roku. Malmö FF wkrótce powróciło jednak na Malmö Stadion. IFK Malmö rozgrywało spotkania na Malmö IP do 2009 roku, kiedy również powróciło na Malmö Stadion (decyzja ta była spowodowana instalacją na Malmö IP sztucznej murawy, co nie spodobało się klubowi). W 2013 roku zainstalowano na stadionie nową sztuczną murawę, a także system podgrzewania nawierzchni. Obecnie (2021) na stadionie swoje spotkania rozgrywają piłkarki zespołu FC Rosengård.